# Equipe japonesa na Copa Davis
A equipe japonesa na Copa Davis representa o Japão na Copa Davis, principal competição de tênis masculina por equipes do mundo. É administrada pela Japan Tennis Association.